# Erigeron flaccidus
Erigeron flaccidus là một loài thực vật có hoa trong họ Cúc. Loài này được (Bunge) Botsch. mô tả khoa học đầu tiên năm 1954.